# MessagePack
MessagePack je datový formát sloužící k serializaci jednoduchých datových struktur, například polí a asociativních polí. Snaží se o jednoduchost a kompaktnost.
Oficiální implementační podpora pro tento formát byla vytvořena mimo jiné pro jazyky C, C++, C#, D, Erlang, Go, Haskell, Javu, JavaScript, Luu, OCaml, Perl, PHP, Python, Ruby, Scalu, Smalltalk a Swift.
Je kompaktnější než JSON za cenu rozsahových limitů pro pole i integery. Naproti JSONu ovšem nabízí podporu pro binární data a umožňuje i řetězce nespadající pod kódování UTF-8. Oproti BSONu je prostorově úspornější, neboť zatímco BSON je navržený pro snadnou manipulaci v paměti, MessagePack je navržen pro efektivní přenos.
Samotný MessagePack není standardizován žádným RFC, ale je zmiňován v rámci RFC 7049 a RFC 8949, které zavádějí CBOR, jenž je MessagePackem inspirovaný.